# Эйлат, Элияху
Элия́ху Эйла́т (ивр. אליהו אילת‎, имя при рождении Илья Эпштейн; 16 июля 1903 — 21 июня 1990) — израильский государственный и политический деятель, дипломат и востоковед, посол Израиля в США (с 1948 по 1950 год), президент Еврейского университета в Иерусалиме.

## Биография
Элияху Эйлат родился 16 июля 1903 года в городе Сновск в Российской империи в семье Менахема Эпштейна, лесопромышленника, и его жены Ребекки. Учился в хедере на иврите, потом окончил среднюю школу на русском языке. После окончания средней школы, во время Октябрьской революции присоединился к движению «молодых сионистов». Отправился в Киев изучать медицину в Киевском университете, был арестован за участие в запрещенном тайном сионистском обществе. После освобождения переехал в Москву, где вступил в организацию «Гехалуц». В начале 1924 года нелегально покинул СССР и через Латвию летом репатриировался в Палестину.
В 1927—1928 годах Эйлат работал в строительной компании в Аммане, в частности, приняв участие в восстановительных работах в Аммане и Ас-Сальте позле землетрясения 1927 года. Тогда же он начал учиться востоковедению в Еврейском университете в Иерусалиме и специализировался на бедуинах. Женился на учительнице и художнице Захаве Цалель.
В 1945 году был направлен руководством еврейского ишува в Палестине на учредительную конференцию ООН в качестве наблюдателя. Позже именно Элияху Эйлат передал президенту Трумэну просьбу тогда ещё теневого правительства еврейского государства в Палестине о дипломатическом признании, и он же стал представителем Израиля, получившим официальную ноту о признании со стороны США. После этого Эйлат был назначен первым послом Израиля в США; позже занимал пост посла Израиля в Великобритании.